# Суниер I (Ампуряс)
Суниер I (на каталонски: Sunyer I, Sunyer I d'Empúries o Sunyer I de Rosselló, умира не по-рано от 848) от род Белониди, е граф на Ампуряс (Ампуриас) и граф на Русильон (834 до 841), родоначалник на династията Ампуриас.

## Произход и наследство
Той е третият син на граф Бело от Каркасон.
Суниер I последва Беренгар († 835) от род Унруохинги като граф на Ампуряс, и Бернар Септимански († 835) като граф на Русильон.
Последван е от Вилхелм, граф на Барцелона, син на Бернар Септимански от род Вилхелмиди.

## Фамилия
Граф Суниер I е женен за жена с неизвестно име. Те имат двама сина:
- Суниер II (* ок. 840, † 915)), граф на Ампуриас (862 – 915) и граф на Русильон (896 – 915)
- Дела († 894/895), граф-съуправител на Ампуриас (862 – 894/895)